# Falcileptoneta yamauchii
Falcileptoneta yamauchii är en spindelart som först beskrevs av Nishikawa 1982.  Falcileptoneta yamauchii ingår i släktet Falcileptoneta och familjen Leptonetidae. Inga underarter finns listade i Catalogue of Life.